# Moutoux
Moutoux é uma comuna francesa na região administrativa de Borgonha-Franco-Condado, no departamento de Jura. Estende-se por uma área de 4,27 km². Em 2010 a comuna tinha 76 habitantes (densidade: 17,8 hab./km²).